# Campionati asiatici femminili di pallacanestro Under-16
I Campionati asiatici femminili di pallacanestro Under-16 (in inglese FIBA Asia Under-16 Championship) sono una competizione sportiva continentale a cadenza biennale organizzata dalla FIBA Asia, la federazione asiatica della pallacanestro.
Si tratta di un torneo tra nazionali composte di giocatrici al di sotto dei 16 anni di età, ed è di solito valevole per la qualificazione ai Campionati mondiali Under-17.
Il primo campionato asiatico femminile di pallacanestro Under-16 si tenne nel 2009.

## Albo d'oro
| Anno          | Nazione ospitante | Finale 1º/2º | Finale 1º/2º | Finale 1º/2º  | Finale 3º/4º  | Finale 3º/4º | Finale 3º/4º  |
| Anno          | Nazione ospitante | Vincitore    | punteggio    | Secondo posto | Terzo posto   | punteggio    | Quarto posto  |
| ------------- | ----------------- | ------------ | ------------ | ------------- | ------------- | ------------ | ------------- |
| 2009 dettagli | India             | Cina         | 99 - 86      | Giappone      | Taipei cinese | 66 - 63      | Corea del Sud |
| 2011 dettagli | Cina              | Giappone     | 102 - 56     | Corea del Sud | Cina          | 105 - 69     | Taipei cinese |
| 2013 dettagli | Sri Lanka         | Cina         | 62 - 50      | Giappone      | Corea del Sud | 84 - 64      | Taipei cinese |

## Medagliere per nazioni
| Pos. | Paese         | Oro | Argento | Bronzo | Totale |
| ---- | ------------- | --- | ------- | ------ | ------ |
| 1    | Cina          | 2   | 0       | 1      | 3      |
| 2    | Giappone      | 1   | 2       | 0      | 3      |
| 3    | Corea del Sud | 0   | 1       | 1      | 2      |
| 4    | Taipei cinese | 0   | 0       | 1      | 1      |